# Lerema
Genre
Lemera est un genre de lépidoptères (papillons) de la famille des Hesperiidae.

## Liste des espèces
Selon GBIF (2 octobre 2023) :
- Lerema accius (Smith, 1797)
- Lerema ancillaris (Butler, 1877)
- Lerema coyana Schaus, 1902
- Lerema elgina Schaus, 1902
- Lerema lenta Evans, 1955
- Lerema lineosa (Herrich-Schäffer, 1865)
- Lerema lucius Grishin, 2022
- Lerema lumina (Herrich-Schäffer, 1869)
- Lerema veadeira Mielke, 1968
- Lerema viridis Bell, 1942

## Systématique
Le nom valide complet (avec auteur) de ce taxon est Lerema Scudder, 1872.
Lerema a pour synonymes :
- Geia Grishin, 2022
- Sarega Mabille, 1904